# Chhatral
Chhatral INA è una città dell'India di 1.679 abitanti, situata nel distretto di Gandhinagar, nello stato federato del Gujarat. In base al numero di abitanti la città rientra nella classe VI (meno di 5.000 persone). L'acronimo INA sta per Industrial Notified Area ("Area Industriale Pianificata").

## Geografia fisica
La città è situata a 23° 17' 33 N e 72° 27' 33 E.

## Società

### Evoluzione demografica
Al censimento del 2001 la popolazione di Chhatral INA assommava a 1.679 persone, delle quali 984 maschi e 695 femmine. I bambini di età inferiore o uguale ai sei anni assommavano a 312, dei quali 152 maschi e 160 femmine. Infine, coloro che erano in grado di saper almeno leggere e scrivere erano 975, dei quali 674 maschi e 301 femmine.